# Ugone Papé di Valdina
Ugone Papé di Valdina (Alcamo, 10 ottobre 1724 – Palermo, 13 gennaio 1791) è stato un vescovo cattolico italiano.

## Biografia
Ugo Papé è nato nel Castello di Calatubo, nei pressi di Alcamo, da Giuseppe Papé, duca di Giampilieri e dei Principi di Valdina, e dalla baronessa Donna Gaetana de Ballis.
Fin dalla tenera età venne avviato dal padre a prendere i voti religiosi e la carriera ecclesiastica;
Venne ordinato sacerdote nel 1747 ottenendo nel 1749 l'incarico di Decano di Agrigento. Nel 1772 il re Ferdinando III lo scelse come vescovo di Mazzara del Vallo, nomina avallata dal pontefice Clemente XIV. 
Appena insediatosi nel 1773 si premurò subito di organizzare una visita pastorale per conoscere di persona le realtà di tutta la diocesi. Si occupò in modo particolare del funzionamento del seminario seguendo personalmente gli studi per la formazione del clero. Si adoperò anche con molto impegno per il riscatto dei cristiani che erano stati fatti schiavi dai musulmani del nordafrica. Si adoperò anche per l'aiuto ai poveri ed istituì un fondo per la dote di alcune ragazze bisognose. Fece abbellire con sculture marmoree la cattedrale ed incrementò il tesoro della stessa con diverse opere di argento.
Si premurò soprattutto di riordinare l'archivio storico della diocesi riunendo nel "Rollo di mons. Papé" tutti i documenti storici riguardanti la diocesi.
Per sua volontà venne sepolto nella cappella del Santissimo Sacramento della cattedrale di Mazara.

## Stemma
D'oro all'aquila coronata di nero accostata da due gigli di rosso.

## Genealogia episcopale
La genealogia episcopale è:
- Cardinale Scipione Rebiba
- Cardinale Giulio Antonio Santori
- Cardinale Girolamo Bernerio, O.P.
- Arcivescovo Galeazzo Sanvitale
- Cardinale Ludovico Ludovisi
- Cardinale Luigi Caetani
- Cardinale Ulderico Carpegna
- Cardinale Paluzzo Paluzzi Altieri degli Albertoni
- Cardinale Gaspare Carpegna
- Cardinale Fabrizio Paolucci
- Cardinale Giorgio Spinola
- Cardinale Thomas Philip Wallrad d'Alsace-Boussut de Chimay
- Cardinale Giuseppe Spinelli
- Arcivescovo Serafino Filangieri, O.S.B.
- Vescovo Ugone Papé di Valdina